# Michel-Joseph Gebauer
Michel-Joseph Gebauer (* 1765 in La Fère, Département Aisne; † Dezember 1812) war ein französischer Komponist und Hautboist.

## Leben und Wirken
Michel-Joseph Gebauer war der Sohn des aus Deutschland stammenden Christian Gebauer, der bei der Blaskapelle der Garde suisse in Versailles als Hornist tätig war. Er war der Älteste der vier Brüder François René Gebauer (1773–1845), Pierre-Paul Gebauer und Etienne-François Gebauer, die alle musizierten und komponierten.
Seinen ersten Musik- und Instrumentalunterricht erhielt er von seinem Vater. Bereits mit 14 Jahren trat er in die Blaskapelle der Garde suisse, in der auch sein Vater gedient hatte, als Hautboist ein. Von 1788 bis 1792 war Gebauer Bratschist der Königlichen Kapelle, musste diese Stelle jedoch wegen einer Fingerverletzung abgeben. 1791 nahm er eine Stelle als Hautboist im Orchester der Musique de la garde nationale de Paris an; zudem spielte er im Orchester des Théâtre Français und wahrscheinlich im Orchester des Théâtre Louvois. Von 1795 bis 1800 war er Professor am Conservatoire de Paris, seine Stelle wurde dann jedoch aus wirtschaftlichen Gründen gestrichen. Danach wurde er Musikmeister der Garde des 1. Konsuls und später der kaiserlichen Garde. Er verstand es geschickt, den durch Jean-Paul-Égide Martini in Frankreich eingeführten deutschen Geschmack mit dem französischen, wie er von François-Joseph Gossec und Charles-Simon Catel verkörpert wurde, zu verbinden. Seine mehr als 200 Militärmärsche waren hochgeschätzt. Als Mitglied des privaten Kammerorchesters Napoleons nahm er zwischen 1805 und 1812 an mehreren Feldzügen teil; aus den deutschen Feldzügen brachte er verbesserte Blasinstrumente deutscher Werkstätten nach Frankreich. Auf dem Rückzug vom Russlandfeldzug verstarb Gebauer 1812.

## Werke (Auswahl)

### Werke für Blasorchester
- Pas de manoeuvre
- Marche militaire

### Kammermusik
- Grande étude opus 9, für Flöte Solo
- Douze Duos à l’usage des Commençants pour deux violons... opus 10
- Trois Duos opus 17, für Flöte und Fagott
- Petite pièce für Alt-Blockflöte
- Polonaise für Flöte und Gitarre
- 12 Ländler für 2 Flöten (oder: Flöte und Violine)
- Sechs Duos für zwei Klarinetten

### Bühnenwerke
- 1790: Aimée ou La Fausse apparence, Opéra-comique